# Monastère Krypetsky

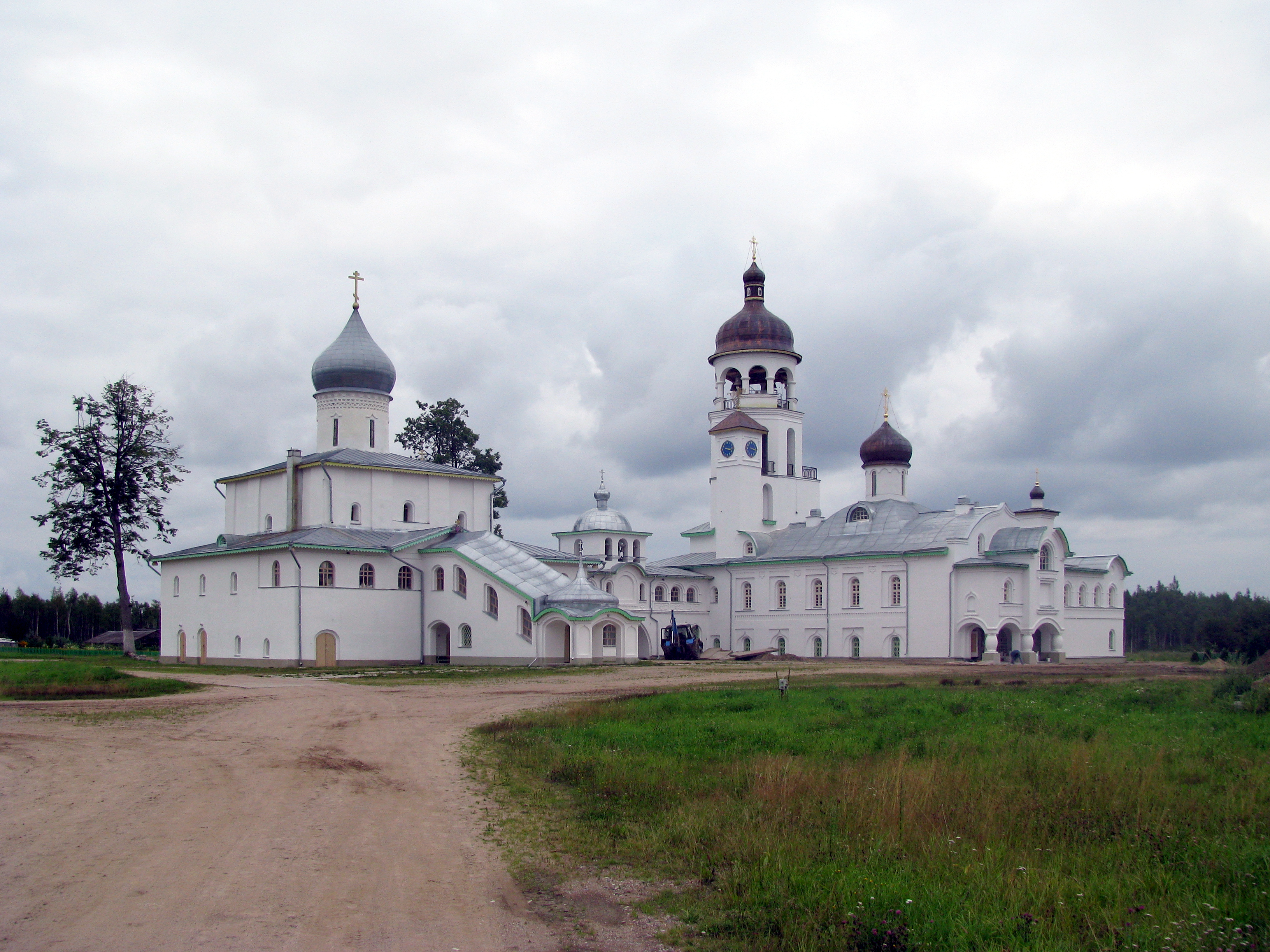
Vue du monastère

Le monastère Saint-Jean-l'Évangéliste (Крыпецкий монастырь) est un monastère orthodoxe russe situé à sept kilomètres du village de Krypetskoïe et à vingt-deux kilomètres de la ville de Pskov.

## Historique
Le monastère a été fondé en 1485 par saint Savva de Pskov , moine d'origine serbe venant du Mont Athos, au milieu de marais impraticables. Ce fut l'un des derniers monastères fondés par la Pskov indépendante. Elle a en effet été unie à la Moscovie en 1510. Les privilèges du monastère sont officiellement enregistrés par la viétché (assemblée pskovienne) en 1487 avec octroi de terres et le prince Iaroslav Obolenski, gouverneur de Pskov, finance une grande partie de sa construction. Saint Nil - ou Nilus - de Stolobny y prononce ses vœux en 1505 et le quitte dix ans plus tard pour devenir ermite.
La collégiale de pierre du monastère est construite en 1547 ou 1557.
Athanase Ordine-Nachtchokine (1605-1680) y prononce ses vœux sous le nom d'Antoine. Le monastère s'appauvrit à la fin du XVIIe siècle et reprend de la vigueur au milieu du XVIIIe siècle. Trois cent soixante-quatre âmes travaillaient sur ses terres.
Au début du XXe siècle, le monastère est l'un des plus prospères de Russie avec une quarantaine de moines et plus d'une vingtaine de convers. Ses terres s'étendaient sur 3 602 déciatines.
Le monastère est fermé par les bolchéviques en 1918 et le culte est interdit à la collégiale à partir de 1923. le monastère est dépouillé de ses trésors en 1922, dont beaucoup ont disparu à jamais.
L'église Saint-Savva sert d'écurie et d'étable jusqu'à la fin des années 1950. Les paysans construisent une petite église de bois à côté, mais elle est incendiée quelques mois plus tard en 1958. Les autorités locales décident de démolir complètement le monastère, mais grâce à  l'intervention d'érudits et d'universitaires la décision est annulée. Le 30 août 1960, le conseil des ministres de la république socialiste fédérative soviétique de Russie inscrit l'ensemble architectural du monastère à la liste des monuments protégés par l'État.
Il est rendu à l'Église orthodoxe russe en 1990 et des travaux de restauration commencent. Il abrite en décembre 2010 une trentaine de moines, novices et convers, et peut accueillir une cinquantaine d'employés et de pèlerins. Vingt sœurs demeurent à proximité dont cinq ont prononcé leurs vœux perpétuels.
Depuis 2009, le Monastère Saint-Jean-Baptiste (Pskov) lui est rattaché.